# Annie Tribel

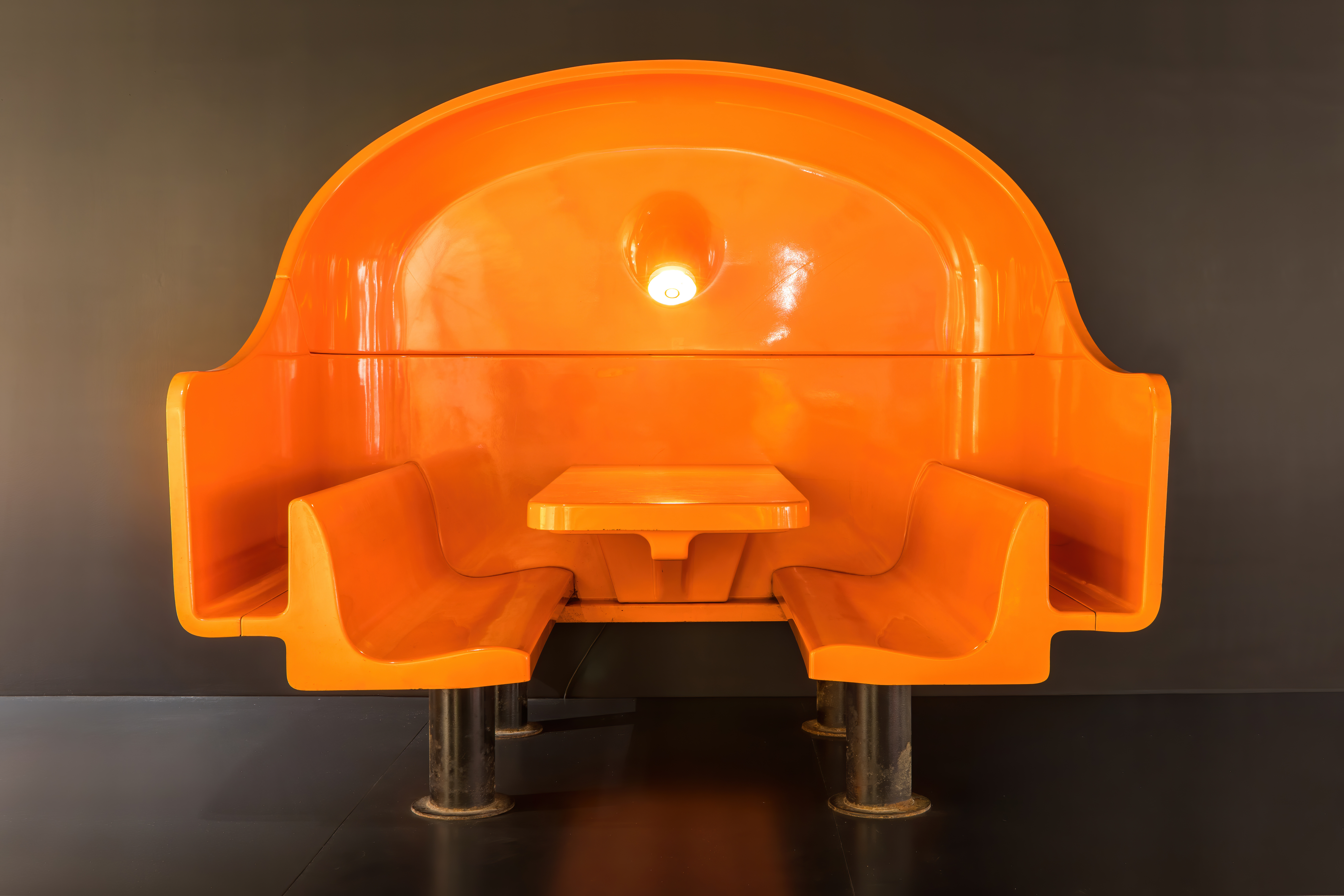
Table-banquette par Annie Tribel, 1968. Design Museum Brussels. Conçu pour la cafétéria du Théâtre de la Ville à Paris. Coque orange en polyester armé de fibre de verre avec éclairage intégré. Pieds en fonte d'acier. 180x201x138 cm (71x79x54 in).

Annie Tribel (ou Annie Tribel Heinz), née en 1933 à Paris, est une architecte d'intérieur et designer française.

## Biographie
Annie Tribel est née à Paris en 1933. Elle est diplômée de l’École nationale supérieure des arts décoratifs en 1956.
Elle passe ensuite quelques années en Inde et, à son retour, réalise plusieurs projets d’aménagement et dessine des meubles démontables inspirés de techniques artisanales indiennes.

### L'Atelier d'urbanisme et d'architecture
Elle intègre, en 1962, l’Atelier d'urbanisme et d'architecture (AUA) dont son frère, l’architecte et enseignant Jean Tribel est un des fondateurs. En lien avec l’équipe Fabre et Perrotet, elle est l’auteur de programmes socio-culturels au sein des Maisons de la culture ou de théâtres.
Elle travaille régulièrement avec les architectes Paul Chemetov et  Jean Deroche, s'occupant de l'architecture intérieure ou du mobilier : bar du théâtre de plein air de Hammamet (1964), Foyer des anciens de La Courneuve, Maison Shalit (1965-1967)...
À Paris, en 1967-1968, elle aménage les espaces en sous-sol du Théâtre de la Ville, en introduisant des éléments de mobilier en polyester moulé de couleur rouge orangé, qui sont autant d’alvéoles indépendantes. Le Design museum (musée ADAM) de Bruxelles dispose d'un exemplaire de cette structure. C’est avec cette même technique de panneaux imbriqués qu’elle habille en 1971 la façade extérieure du magasin Roche Bobois, avenue de la Grande armée (la couleur de la façade a été modifiée vers 2019 pour du blanc au lieu du rouge sombre initial),.
En 1972, elle participe, avec Jacques Berce et Henri Ciriani à la création du Tétrodon, un habitat modulaire reposant sur un container métallique dont le volume est augmenté de doubles coques rétractables en polyester. Les Tétrodons sont transportables par camion ou par bateau pour être levés ensuite par grue et posés sur des plots de béton à destination. Ils peuvent être disposés horizontalement ou verticalement,.
Parmi d'autres projets, on peut noter le Village de vacances Le Graffionier (1970), le Théâtre national de Chaillot (1975) et la Maison de la culture de Bobigny (1978).
En octobre 1981, François Mitterrand décide qu’une partie des crédits alloués au Mobilier national sera destinée à l’achat de mobilier contemporain, ainsi qu’à l’élaboration de prototypes dans le but de valoriser le travail des designers français. Il fait effectuer des travaux de réaménagements dans les espaces privés du Palais de l'Élysée. Annie Tribel est chargée de réaliser une chambre d'amis. Par la suite, les meubles seront produits de façon industrielle pour le public,.

### Après l'AUA
Annie Tribel quitte l’AUA en 1986 pour enseigner à l’École supérieure d’arts graphiques, prolongeant ainsi son expérience  à l’école Camondo en 1975-1976.
Elle continue à travailler comme architecte d'intérieur. En 1988, elle aménage les espaces intérieurs du Théâtre national de la Colline à l'aide de vernis colorés et de lasures pour favoriser les transparences.
Elle participe aussi à la construction ou rénovation de plusieurs complexes de cinéma UGC : Bercy en 1998, Lyon en 1999, Strasbourg en 2000 et Cergy en 2001,, et à d'autre projets comme le centre des congrès de Tours (1989), le théâtre d’art dramatique de Toulouse (1989), le centre de promotion de l’image France Télécom (1990), la salle des fêtes et théâtre de Colombes (1991), le centre culturel La Faïencerie, Creil (1993) ou encore le théâtre d'Angoulême (1997).

## Expositions
- 2009 : Elles@centrepompidou, Centre Pompidou, Paris[20]
- 2010-2011 : Mobi Boom, une explosion du design en France, Les Arts décoratifs, Paris[21]
- 2016 : Une architecture de l'engagement : l'AUA (1960-1985), Cité de l'architecture, Paris[22]